# August 2009
Portal Geschichte | Portal Biografien | Aktuelle Ereignisse | Jahreskalender | Tagesartikel

◄ |
20. Jahrhundert |
21. Jahrhundert

◄ |
1970er |
1980er |
1990er |
2000er
| 2010er | 2020er | 2030er | ►

◄ |
2005 |
2006 |
2007 |
2008 |
2009
| 2010 | 2011 | 2012 | 2013 | ►

◄ |
Mai 2009 |
Juni 2009 |
Juli 2009 |
August 2009 |
September 2009 |
Oktober 2009 |
November 2009 |
►
Dieser Artikel behandelt tagesbezogene Nachrichten und Ereignisse im August 2009.

## Tagesgeschehen

### Samstag, 1. August 2009

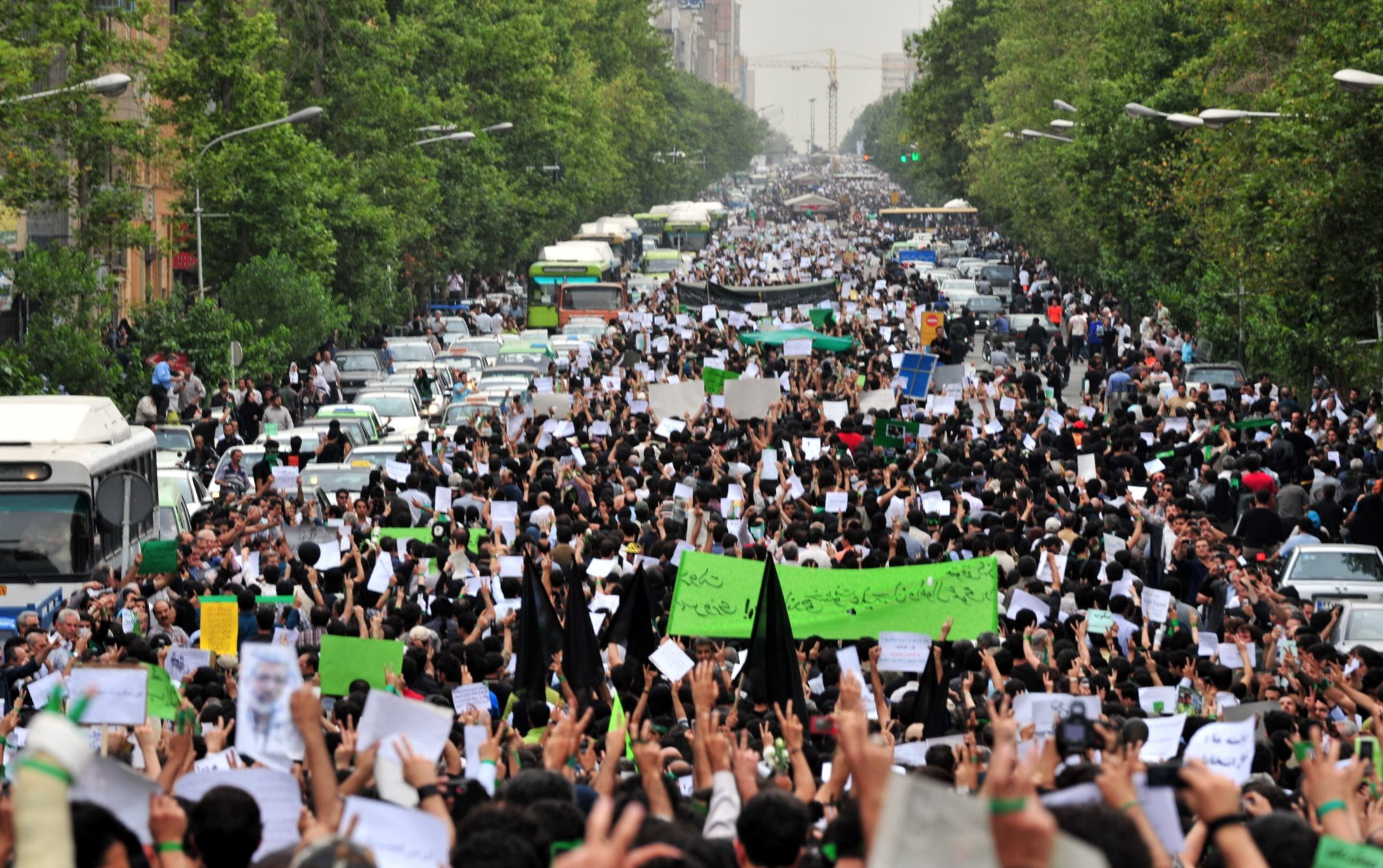
Demonstration in Teheran

- Brüssel/Belgien: Der Däne Anders Fogh Rasmussen löst Jaap de Hoop Scheffer aus den Niederlanden als Generalsekretär des Militärbündnisses NATO ab.[1]
- München/Deutschland: Bayern erlaubt die Schließung von Lebenspartnerschaften in Standesämtern.[2]
- Teheran/Iran: Die ersten Prozesse vor dem Revolutionsgericht gegen hunderte Teilnehmer an den Protesten gegen die umstrittene Präsidentschaftswahl beginnen, eine der Angeklagten ist die Französin Clotilde Reiss. Zudem meldet der TV-Sender Al-Alam, dass in Grenznähe zum Irak drei US-Amerikaner festgenommen wurden.[3][4]
- Tel Aviv/Israel: Bei einem offenbar homophob motivierten Angriff auf eine schwul-lesbische Jugendgruppe werden ein 16-jähriges Mädchen und ein 26-jähriger Gruppenleiter getötet. Mindestens zehn weitere Menschen werden verletzt, vier davon schwer; der Täter kann entkommen. In der Folge kommt es in Tel Aviv zu Kundgebungen homosexueller Gruppen.[5]

### Sonntag, 2. August 2009
- Haditha/Irak: Bei einem Autobombenanschlag auf einem Markt werden sechs Menschen getötet und 20 weitere verletzt.[6]
- Rom/Italien: Die 13. Schwimmweltmeisterschaften der FINA gehen zu Ende. Die Nationen mit den meisten Medaillen sind die Vereinigten Staaten und China mit jeweils 29. Die Schwimmer aus Deutschland gewinnen zwölf Medaillen und eine geht nach Österreich.[7]
- Sentani/Indonesien: Ein Flugzeug der Fluggesellschaft Merpati Nusantara Airlines mit 16 Passagieren an Bord verschwindet auf dem Weg vom Flughafen Jayapura nach Oksibil in der Provinz Papua spurlos.[8]
- Ziketan/China: Nach dem Ausbruch der Lungenpest wird die gesamte Stadt unter Quarantäne gestellt.[9]

### Montag, 3. August 2009
- Falludscha/Irak: Bei einem Selbstmordattentat kommen fünf Menschen ums Leben.[10]
- Harardheere/Somalia: Somalische Piraten lassen ein seit Mitte Dezember gekapertes malayisches Schiff wieder frei und beenden damit die zweitlängste derartige Geiselnahme vor der somalischen Küste.[11]
- Herat/Afghanistan: Bei einem Bombenanschlag auf einen Polizeikonvoi im Westen des Landes kommen zwölf Menschen ums Leben.[12]
- Melbourne/Australien: Polizisten vereiteln einen Terroranschlag auf Armee-Einrichtungen des Landes. Bei einer Razzia werden fünf islamische Extremisten festgenommen, die einen Überfall auf eine Kaserne geplant hatten.[13]
- München/Deutschland: Nach zehn Jahren juristischen Tauziehens wird der ehemalige Waffenlobbyist Karlheinz Schreiber von Kanada an Deutschland ausgeliefert.[14]
- Nairobi/Kenia: Präsident Mwai Kibaki wandelt die Strafen aller 4000 zum Tode Verurteilten im Land in lebenslange Haft um; die Todesstrafe wird jedoch offiziell nicht abgeschafft.[15]
- San José de Secce/Peru: Bei einem nächtlichen Angriff auf eine Polizeistation im Süden des Landes werden fünf Menschen getötet.[16]

### Dienstag, 4. August 2009
- Berlin/Deutschland: Durch den Einsturz eines Daches des rumänisch-orthodoxen Gemeindehauses im Bezirk Westend werden zwei Personen getötet, darunter der Gemeindepfarrer. Fünf Personen erleiden einen Schock.[17]
- Ko Samui/Thailand: Während der Landung gerät eine Propellermaschine der Bangkok Airways mit 72 Personen an Bord außer Kontrolle und kollidiert mit einem Gebäude. Der Pilot kommt dabei ums Leben und 41 weitere Personen werden verletzt, einige davon schwer.[18]
- Lillooet/Kanada: Durch das anhaltend heiße Wetter und die daraus resultierende Trockenheit breiten sich die Waldbrände in British Columbia weiter aus und tausende Menschen müssen evakuiert werden.[19]

### Mittwoch, 5. August 2009

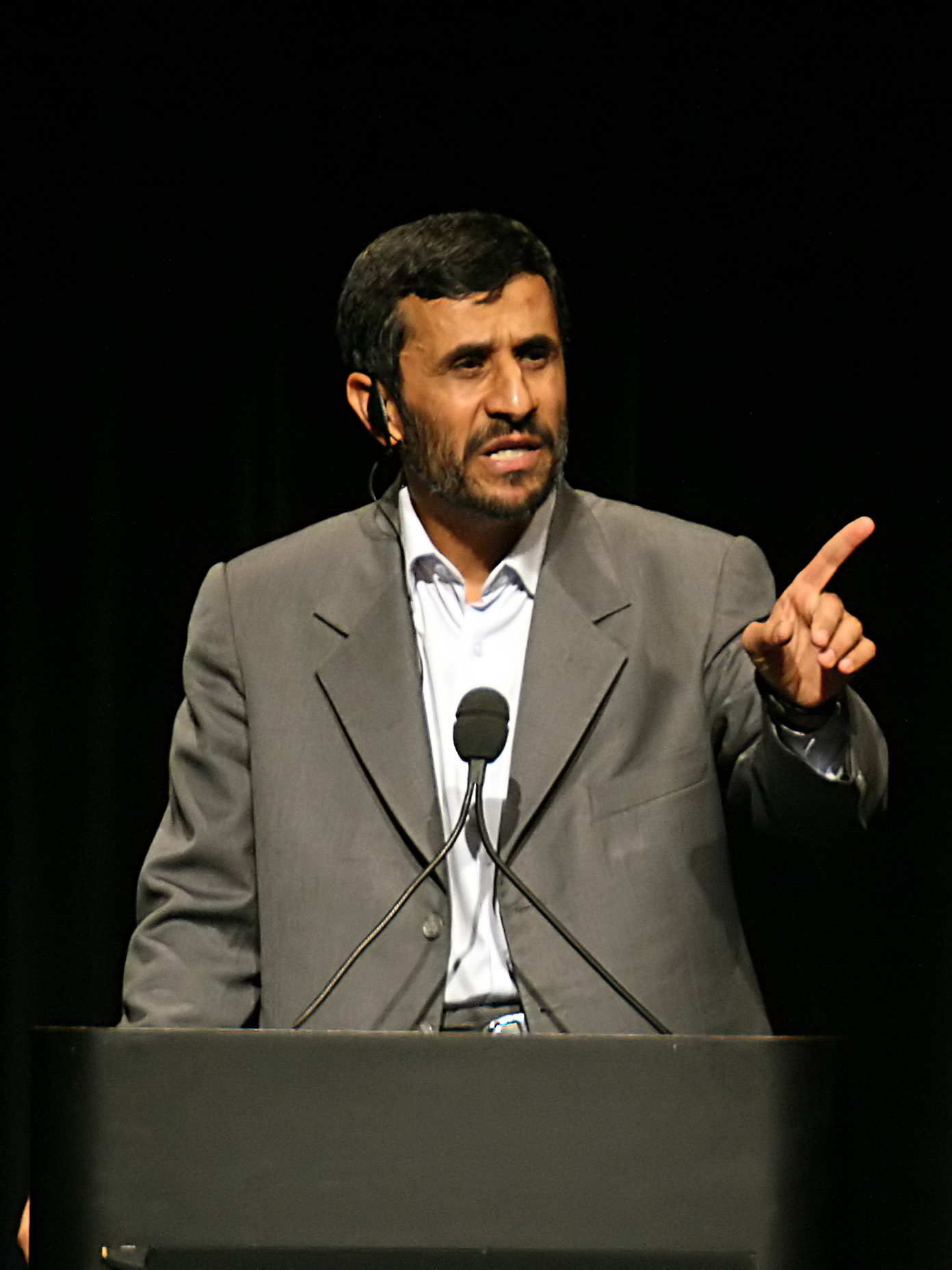
Mahmud Ahmadinedschad

- Bridgeville / Vereinigte Staaten: Bei einem Amoklauf in einem Fitnesscenter bei Pittsburgh im US-Bundesstaat Pennsylvania kommen vier Menschen ums Leben.[20]
- Mumbai/Indien: In einem indischen Dorf im Osten kommen mindestens zehn Teilnehmer einer Trauerfeier durch einen Blitzschlag ums Leben.[21]
- Süd-Wasiristan/Pakistan: Bei einem US-amerikanischen Luftangriff werden der Chef der pakistanischen Taliban, Baitullah Mehsud, sowie zwei seiner Angehörigen und sieben seiner Leibwächter getötet.[22][23]
- Teheran/Iran: Die Vereidigung von Mahmud Ahmadinedschad zum Präsidenten löst neue Proteste aus.[24]

### Donnerstag, 6. August 2009

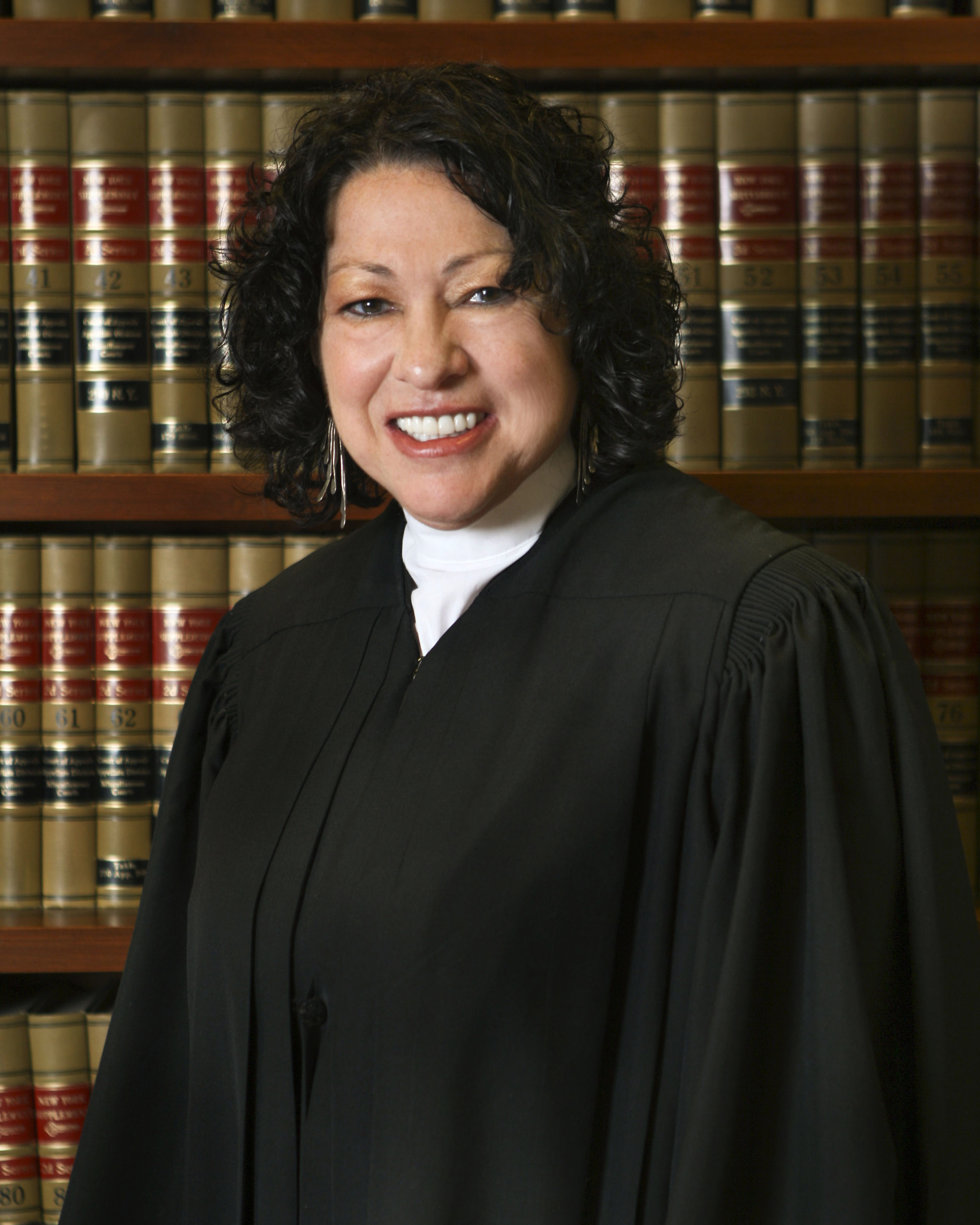
Sonia Sotomayor

- Kabul/Afghanistan: Bei der Explosion eines Sprengsatzes kommen 21 Menschen ums Leben und sechs weitere werden verletzt. Die Bombe detonierte im Süden des Landes an einem Straßenrand.[25]
- Malopi/Pakistan: Im Norden des Landes kommen 35 Soldaten bei einem Busunglück ums Leben. Der Reisebus kommt von der Straße ab und stürzt nahe der Ortschaft in einen Fluss.[26]
- Nuku'alofa/Tonga: Vor der Küste des Landes kentert die Fähre „Princess Ashika“. Von den 149 Menschen an Bord können 55 lebend und zwei tot geborgen werden. 93 Personen werden vermisst und sind vermutlich tot.[27][28]
- Sonthofen/Deutschland: Ein bundesweit gesuchter Sexualstraftäter stellt sich. Er ist des mehrfachen schweren sexuellen Missbrauchs von Kindern, der Herstellung von kinderpornografischen Videos und deren Verbreitung dringend verdächtig.[29]
- Washington, D.C. / Vereinigte Staaten: Nach knapp vierwöchiger Anhörung im Senat wird Sonia Sotomayor als erste Richterin mit hispanoamerikanischen Wurzeln an den Obersten Gerichtshof berufen.[30]

### Freitag, 7. August 2009
- Kabul/Afghanistan: Bei einem Angriff der Taliban auf eine Patrouille der NATO werden im Süden des Landes drei Soldaten getötet. Die Nationalität der Opfer teilt das Bündnis nicht mit.[31]
- Kirkuk/Irak: Bei der Explosion einer Autobombe werden in der nordirakischen Stadt fünf Menschen tödlich verletzt. 32 weitere Menschen werden verletzt, als die Sprengladung auf einem belebten Markt im nördlichen Stadtbezirk Rahimawa explodiert.[32]
- Taipeh/Taiwan: Der Taifun Morakot erreicht das asiatische Festland und reißt kurz nach dem Eintreffen mindestens zwei Menschen in den Tod.[33]
- Vigo/Spanien: In der Hafenstadt im Nordwesten des Landes bricht die Stromversorgung zusammen, danach ist die gesamte Innenstadt der Metropole mit 300.000 Einwohnern von dem „Blackout“ betroffen. Ursache ist eine Explosion in einer Verteilerstation, die sich bei Wartungsarbeiten ereignet, ein Arbeiter erleidet dabei schwere Verbrennungen.[34]
- Zambales/Philippinen: Erdrutsche und Überschwemmungen nach heftigem Monsun-Regen reißen im Norden des Landes mindestens sechs Menschen in den Tod.[35]

### Samstag, 8. August 2009

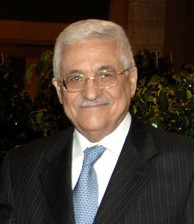
Mahmud Abbas

- Berlin/Deutschland: Eröffnung der U-Bahn-Linie 55, der so genannten „Kanzler-U-Bahn“.[36] 2020 ging sie in der U-Bahn-Linie 5 auf.
- Mombasa/Kenia: Nach vier Monaten in der Gewalt von somalischen Piraten erreicht der freigelassene deutsche Frachter Hansa Stavanger den Hafen Mombasas.[37]
- New York / Vereinigte Staaten: Die Kollision eines Hubschraubers mit einem Kleinflugzeug über dem Hudson River fordert neun Menschenleben.[38]
- Palästinensische Autonomiegebiete: Mahmud Abbas wird als Vorsitzender der Fatah wiedergewählt.[39]

### Sonntag, 9. August 2009
- Berlin/Deutschland: Die Organisation für Sicherheit und Zusammenarbeit in Europa entscheidet, Wahlbeobachter in die Bundesrepublik zu entsenden, um den Verlauf der Bundestagswahl im kommenden September zu beobachten.[40]
- Dinuba / Vereinigte Staaten: Bei einer Verfolgungsjagd mit der Polizei sterben im Bundesstaat Kalifornien acht Menschen, darunter vier Kinder.[41]
- Helmand/Afghanistan: Ein britischer Soldat wird im Süden bei einer Bombenexplosion getötet. Die Zahl der im August in Afghanistan getöteten ausländischen Soldaten steigt damit auf 20.[42]
- Mogadischu/Somalia: Bei einem Mörser-Angriff durch islamistische Rebellen werden mindestens acht Menschen getötet und 17 weitere verletzt.[43]
- Spanien: Die baskische Untergrundorganisation ETA bekennt sich zu mehreren verübten Terroranschlägen im vergangenen Juni und Juli, darunter auch das Bombenattentat auf Mallorca vom 30. Juli.[44] Kurze Zeit später explodieren auf der Ferieninsel zwei weitere Bomben der ETA.[45]

### Montag, 10. August 2009
- Handlová/Slowakei: Bei einem Grubenunglück in einer Kohlenzeche werden bis zu 20 Bergleute getötet.[46]

### Dienstag, 11. August 2009
- Mount Darwin/Simbabwe: Im Mount-Darwin-Distrikt kommen 17 Menschen bei einem Busunglück ums Leben, darunter fünf Kinder. Mindestens 49 weitere Insassen werden schwer verletzt.[47]
- München/Deutschland: In einem der letzten deutschen NS-Kriegsverbrecherprozesse verurteilt das Landgericht den ehemaligen Wehrmachtsoffizier Josef Scheungraber zu einer lebenslangen Haftstrafe.[48]
- Sankt Augustin/Deutschland: Nach dem verhinderten Amoklauf am Albert-Einstein-Gymnasium hat die Staatsanwaltschaft die Schülerin Tanja O. wegen versuchten Mordes angeklagt. Sie wollte zunächst einen Lehrer mit einem Schwert niederstechen und ihm danach die Schlüssel für die Klassenräume stehlen.[49]

### Mittwoch, 12. August 2009
- Magas/Russland: Der Bauminister der russischen Kaukasus-Republik Inguschetien, Ruslan Amerchanow, wird von einer Gruppe bewaffneter Männer in seinem Büro erschossen.[50]

### Donnerstag, 13. August 2009
- Basilan/Philippinen: Bei schweren Kämpfen zwischen der Armee und Kämpfern der radikalislamischen Abu Sajaf werden nach Militärangaben mindestens 43 Menschen getötet.[51]
- Berlin/Deutschland: Der österreichisch-kanadische Automobilzulieferer Magna und der Finanzinvestor RHJI einigen sich jeweils mit General Motors auf einen Vertrag zur Übernahme von Opel. Welcher der beiden Konkurrenten Opel übernehmen darf, entscheidet der GM-Verwaltungsrat.[52]

### Freitag, 14. August 2009
- Bremen/Deutschland: Der Philosophiehistoriker Kurt Flasch wird mit dem Hannah-Arendt-Preis für politisches Denken ausgezeichnet.[53]
- Bukarest/Rumänien: Zwölf Menschen, darunter ein Kind, kommen ums Leben, als ein Kleinbus an einem Bahnübergang von einem Zug erfasst wird.[54]
- Fort Worth / Vereinigte Staaten: Die wegen eines versuchten Attentats auf den ehemaligen US-Präsidenten Gerald Ford verurteilte Charles-Manson-Anhängerin Lynette Fromme wird nach mehr als drei Jahrzehnten aus der Haft entlassen.[55]
- Gaza/Palästinensische Autonomiegebiete: Bei schweren Kämpfen zwischen Anhängern eines radikalen islamischen Predigers und der Hamas werden 16 Menschen getötet und 120 weitere verletzt. Die Kämpfe in Rafah brechen aus, nachdem der radikale Kleriker Abdel Latif Mussa beim Freitagsgebet ein „islamisches Emirat“ im Gazastreifen ausruft. Seine Palästinensergruppe Dschihad al-Salafi steht dem Terrornetz Al-Qaida nahe.[56]
- Santa Cruz / Vereinigte Staaten: Waldbrände im Norden Kaliforniens treiben tausende Menschen in die Flucht. Vor den Feuern, die sich im Landkreis Santa Cruz durch heftige Winde rasch ausbreiten, werden vorsorglich mehr als 2000 Menschen in Sicherheit gebracht.[57]

### Samstag, 15. August 2009

Logo der 12. Leichtathletik-Weltmeisterschaften

- Berlin/Deutschland: Die zwölften Leichtathletik-Weltmeisterschaften der IAAF werden im Olympiastadion eröffnet.
- Calella/Spanien: Eine Woche nach der Anschlagsserie auf Mallorca evakuiert die spanische Polizei nach einer Bombendrohung einen Strand an der Costa Brava. Nach Angaben der baskischen Nachrichtenagentur Vasco Press geht bei der spanischen Straßenwacht DYA am Samstagnachmittag um 14:14 Uhr (MESZ) ein anonymer Anruf ein, der vor einem am Strand des Urlaubsorts deponierten Sprengsatz warnt.[58]
- Évora/Portugal: Bei einem Absturz einer zweimotorigen Propellermaschine kommen beide Passagiere ums Leben.[59]
- Gómez Palacio/Mexiko: Bei einer Gefängnisrevolte zwischen rivalisierenden Häftlingen kommen in einem Gefängnis in Mexiko 19 Menschen ums Leben.[60]
- Montgomery / Vereinigte Staaten: Die US-amerikanische Regionalbank Colonial Bank ist insolvent. Der Konkurrent BB&T profitiert durch die Übernahme der meisten Vermögenswerte und steigt zur achtgrößten US-Bank auf.[61]

### Sonntag, 16. August 2009
- Berlin/Deutschland: Bei den Leichtathletik-Weltmeisterschaften stellt Usain Bolt mit 9,58 s einen neuen Weltrekord im 100-Meter-Lauf auf und gewinnt damit die Goldmedaille.[62]
- Dscharah/Kuwait: Bei einer Hochzeitsfeier bricht ein Feuer in einem Frauenzelt aus, dabei kommen mindestens 41 Menschen ums Leben.[63]
- Letňany/Tschechische Republik: Bei einem Flugzeugabsturz rund 100 Kilometer südlich von Prag stürzt eine viersitzige Cessna in den Fluss Otava. Dabei kommen drei Menschen ums Leben. Bei den Toten handelt es sich um den Piloten und ein Hochzeitspaar, dessen zehnjährige Tochter schwer verletzt überlebt.[64]
- Schukowski/Russland: Bei einem Übungsflug für eine Flugshow kollidieren zwei russische Kampfflugzeuge in der Luft und stürzen ab. Trümmer fallen auf ein Haus, beide Piloten werden getötet. Die Maschinen vom Typ Suchoi Su-27 gehörten zur Kunstflugstaffel. Sie sollte auf der MAKS fliegen, der wichtigsten und größten Show der russischen Luftfahrtindustrie.[65]

### Montag, 17. August 2009

Arctic Sea

- Nasran/Russland: Im örtlichen Polizeihauptquartier in der Provinz Inguschetien detoniert ein Sprengsatz. Dabei werden zwölf Menschen getötet.[66]
- Peschawar/Pakistan: Bei einem Bombenanschlag in der unruhigen Nordwest-Grenzprovinz kommen mindestens sechs Zivilisten ums Leben und acht weitere Menschen werden verletzt, als der in einem voll besetzten Kleinlaster versteckte Sprengsatz an einer Tankstelle nördlich der Provinzhauptstadt explodiert.[67]
- Praia/Kap Verde: Der seit rund zwei Wochen vermisste Frachter „Arctic Sea“ wird vor der Insel von russischen Marinestreitkräften aufgebracht.[68][69]
- Sajanogorsk/Russland: Im größten russischen Wasserkraftwerk Sajano-Schuschenskaja GES bersten aus ungeklärter Ursache zwei Fallrohre. In der Folge wird das Maschinengebäude geflutet und stürzt teilweise ein. Es sterben mindestens sieben Arbeiter und mindestens weitere elf Personen werden verletzt.[70]
- Stockholm/Schweden: Ein Artikel der Zeitung Aftonbladet („Abendblatt“), in dem angebliche Organentnahmen von Israelis an getöteten Palästinensern beschrieben werden, führt zu nicht unerheblichen diplomatischen Reaktionen Seitens der israelischen Regierung.[71]

### Dienstag, 18. August 2009
- Berlin/Deutschland: Zum Abschluss ihrer Karriere gewinnt Steffi Nerius bei den Leichtathletik-Weltmeisterschaften die Goldmedaille im Speerwurf.[72]
- Schwalmtal/Deutschland: Bei einem Amoklauf in der Kleinstadt am Niederrhein werden drei Menschen getötet. Der mutmaßliche Täter ist ein 71-jähriger Mann, der die Zwangsversteigerung des Hauses seiner Tochter verhindern will. Bei den Opfern handelt es sich um die beiden Anwälte der Parteien und einen Gutachters der Stadt Viersen.[73]

### Mittwoch, 19. August 2009
- Bagdad/Irak: Bei koordinierten Anschlägen mit Autobomben und bei weiteren tödlichen Attacken kommen mindestens 95 Menschen ums Leben und mindestens 600 weitere Menschen werden verletzt. Die Fassade des Außenministeriums wird beschädigt.[74]
- Berlin/Deutschland: Der Diskuswerfer Robert Harting erreicht bei den Leichtathletik-Weltmeisterschaften im letzten Wurf eine Weite von 69,43 m und wird dadurch Weltmeister.[75]
- Borneo/Indonesien: Bei einem LKW-Unfall werden 25 Menschen getötet und 13 weitere verletzt.[76]
- Manila/Philippinen: Bei Kämpfen zwischen muslimischen Rebellen der Nationalen Befreiungsfront der Moro und Regierungssoldaten werden im Westen des Landes sieben Rebellen getötet.[77]
- Viernheim/Deutschland: Ein 44-jähriger zündet in Weinheim und Viernheim mehrere Sprengsätze und verschanzt sich anschließend in seiner Wohnung in Viernheim. Nach 28 Stunden ergibt er sich schließlich der Polizei. Als Motiv gab der ehemalige Wachmann eines Munitionslagers und jetzige Installateur unbezahlte Rechnungen seiner Kunden an, zudem lief gegen ihn eine Räumungsklage. In seiner Wohnung findet die Polizei erhebliche Mengen an Schusswaffen und Munition sowie weitere Sprengsätze.[78][79]

### Donnerstag, 20. August 2009
- Edinburgh / Vereinigtes Königreich: Aufgrund einer Krebserkrankung entlässt die schottische Regierung den verurteilten Lockerbie-Attentäter Abdel Basset Ali al-Megrahi vorzeitig aus der Haft, der daraufhin in sein Heimatland Libyen zurückkehrt und dort von Staatschef Muammar al-Gaddafi persönlich empfangen wird.[80]
- Frankfurt am Main/Deutschland: Die Erben von Egon Steigenberger verkaufen ihre Anteile an der Steigenberger Hotel Group an die Travco-Gruppe des Ägypters Hamed El Chiaty, die somit in den Besitz von 99,6 % der Anteile gelangt.[81]
- Kabul/Afghanistan: Bei der Präsidentschaftswahl gibt es Berichte über Wahlfälschungen und Einschüchterungsversuche gegenüber den Wählern.[82]
- Straße von Malakka/Südostasien: Anderthalb Tage nach dem Unglück eines Öltankers vor der Küste Malaysias können Rettungskräfte das Feuer an Bord löschen, neun Seeleute bleiben weiterhin vermisst. Der mit knapp 60.000 Tonnen Erdöl beladene Tanker war am 18. August mit dem Frachtschiff „MV Ostende Max“ zusammengestoßen.[83]

### Samstag, 22. August 2009
- Rom/Italien: Der mit 146,9 Millionen Euro größte jemals in Europa ausgespielte Lotto-Jackpot wird geknackt.[84]
- Seoul/Südkorea: Zum ersten Mal seit fast zwei Jahren treffen hochrangige Vertreter der Regierungen Nordkoreas und Südkoreas wieder zu Gesprächen zusammen.[85]
- Sulzbach-Rosenberg/Deutschland: Auf dem Gelände der ehemaligen Maxhütte findet die 24-Stunden-Mountainbike-Weltmeisterschaft statt.[86]

### Sonntag, 23. August 2009
- Athen/Griechenland: Waldbrände erreichen die ersten Vororte im Norden der Hauptstadt.[87]
- Berlin/Deutschland: Die Leichtathletik-Weltmeisterschaften enden. Die Vereinigten Staaten führen den Medaillenspiegel mit 10 Gold-, 6 Silber- und 6 Bronzemedaillen an. Erfolgreichster Sportler ist der Jamaikaner Usain Bolt, der zwei Weltrekorde aufstellt und drei Goldmedaillen holt.
- Ellwangen/Deutschland: Bei einem Flugplatzfest stoßen am frühen Nachmittag ein Hubschrauber des Typs Robinson R44 und ein Kleinflugzeug des Typs Cessna 172 zusammen. Dabei werden die vier Insassen des Hubschraubers getötet. Der Pilot der Cessna wird beim Absturz schwer verletzt.[88][89]
- Helsinki/Finnland: Mit den Spielen Ukraine gegen Niederlande und Finnland gegen Dänemark wird die zehnte Fußball-Europameisterschaft der Frauen eröffnet.

### Montag, 24. August 2009

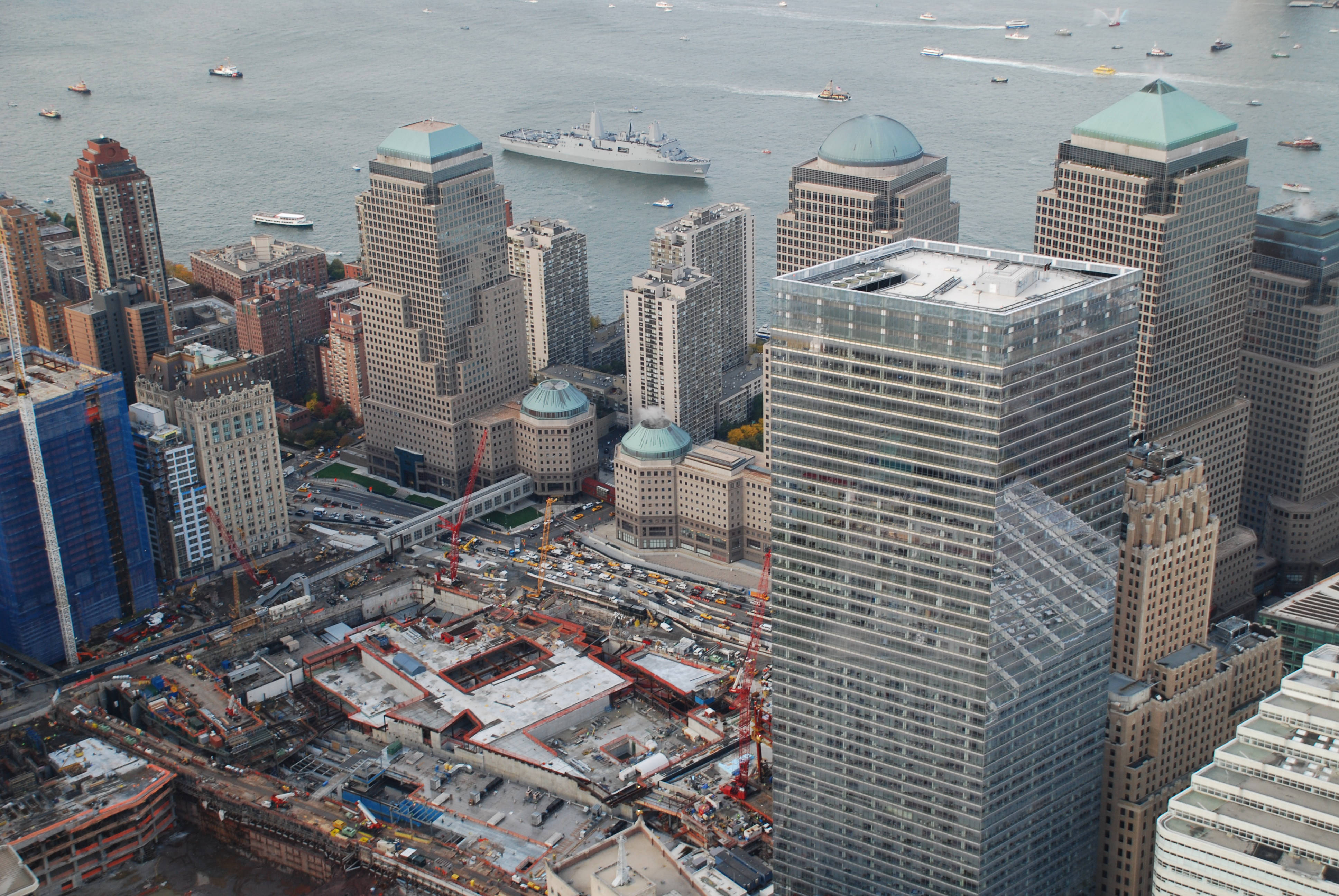
Ground Zero, New York City

- Gießen/Deutschland: In der archäologischen Fundstelle Waldgirmes wird ein lebensgroßer, goldener Pferdekopf aus der Römerzeit entdeckt.[90]
- New York / Vereinigte Staaten: Ein Stahlträger des am 11. September 2001 zerstörten World Trade Centers kehrt nach mehr als sieben Jahren zum Ground Zero zurück. Dort soll er als Symbol für die „Wiedergeburt“ des World Trade Centers an der Gedenkstätte für die Opfer der Terroranschläge aufgestellt werden. Das 58 Tonnen schwere und knapp zwölf Meter lange Trümmerteil war im Mai 2002, zum Schluss der Räumungsarbeiten, abtransportiert worden und wurde als „letzte Säule“ bekannt.[91]

### Dienstag, 25. August 2009
- Jinzhong/China: Bei einem Grubenunglück kommen mindestens elf Menschen ums Leben. Drei Bergleute werden nach der Gasexplosion in dem Kohlebergwerk in der Provinz Shanxi vermisst.[92]
- Kandahar/Afghanistan: Bei einer Anschlagsserie mit fünf gleichzeitig gezündeten Autobomben kommen mindestens 40 Menschen ums Leben und 60 weitere werden verletzt.[93]

### Mittwoch, 26. August 2009
- Brazzaville/Republik Kongo: Bei dem Absturz eines Transportflugzeugs des Typs Antonow An-12 kommen sechs Menschen ums Leben. Das Flugzeug befand sich im Landeanflug und stürzte in einen Vorort der Hauptstadt.[94]
- Taourirt/Marokko: Bei einem Brand in einem überdachten Basar werden mehr als 30 Menschen verletzt. Die Flammen zerstören auf dem Markt in der Kleinstadt etwa 450 Kilometer östlich der Hauptstadt Rabat 1700 Stände.
- Tumaco/Kolumbien: Unbekannte ermorden zwölf Ureinwohner vom Volk der Awá, darunter vier Kinder.[95]

### Donnerstag, 27. August 2009
- Berlin/Deutschland: 32 Jahre nach der Ermordung von Generalbundesanwalt Siegfried Buback wird die frühere RAF-Terroristin Verena Becker als Tatverdächtige festgenommen.[96]
- Darmstadt/Deutschland: Für sein Engagement für die Menschenrechte wird der spanische Untersuchungsrichter Baltasar Garzón mit dem Hermann-Kesten-Preis ausgezeichnet.[97]
- Stuttgart/Deutschland: Der IT-Konzern SAP muss eine Geldstrafe von 139 Millionen US-Dollar an den Konkurrenten Versata zahlen, nachdem ein US-Gericht den Vorwurf der Patentverletzung als bestätigt ansah.[98]

### Freitag, 28. August 2009
- Berlin/Deutschland: 41 von der Zeitschrift Theater heute befragte Kritiker wählten die Münchner Kammerspiele zum deutschsprachigen Theater des Jahres.[99]
- Brüssel/Belgien: Die Europäische Kommission billigt endgültig die Übernahme der Fluggesellschaft Austrian Airlines durch die Deutsche Lufthansa.[100]
- Genf/Schweiz: Olav Fykse Tveit, Pastor der norwegischen Kirche, wird zum siebten Generalsekretär des Ökumenischen Rats der Kirchen gewählt.[101]
- Moroni/Komoren: Fast zwei Monate nach dem Absturz von Yemenia-Flug 626 wird der Flugschreiber der Maschine geborgen.[102]
- Münster/Deutschland: Einem Entwicklungsbiologenteam am Max-Planck-Institut für molekulare Biomedizin gelingt es, mit Hilfe eines einzigen Gens erstmals Nervenzellen des Menschen in sogenannte Alleskönner zu verwandeln, die sich in jede Zelle und somit jede Gewebeart entwickeln können. Die Forscher stufen die Qualität der auf diese Weise gewonnenen Stammzellen so hoch ein, dass man künftig auf den Import embryonaler Stammzellen so gut wie verzichten könne.[103][104]

### Samstag, 29. August 2009
- Cape Canaveral / Vereinigte Staaten: Nach mehreren Verschiebungen und technischen Problemen startet die US-amerikanische Raumfähre Discovery erfolgreich zur Internationalen Raumstation.[105]
- Zalingei/Sudan: Zwei zivile Mitarbeiter der Friedenstruppen von den Vereinten Nationen und der Afrikanischen Union in der sudanesischen Krisenregion Darfur (UNAMID) sind entführt worden, ein UNAMID-Sprecher teilte mit, es handele sich um einen Mann und eine Frau. Bewaffnete Männer hätten ein Quartier von UNAMID-Mitarbeitern in der Stadt im Westen des Landes unter Beschuss genommen und die zwei Mitarbeiter verschleppt.[106]

### Sonntag, 30. August 2009

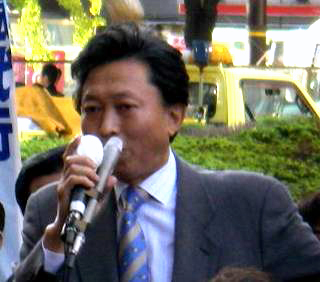
Yukio Hatoyama

- Amstelveen/Niederlande: Die Feldhockey-Europameisterschaft der Damen endet mit einem 3:2-Sieg der Niederlande gegen Deutschland und im Finale der Herren siegt England 5:3 gegen Deutschland.[107]
- Dresden, Erfurt, Saarbrücken/Deutschland: In Sachsen, Thüringen und im Saarland finden Landtagswahlen statt. Die CDU verliert prozentual an Stimmen, im Saarland und in Thüringen bricht der Stimmenanteil zweistellig ein. Der amtierende Ministerpräsident von Thüringen Dieter Althaus verkündet seinen Verzicht auf eine erneute Kandidatur als Regierungschef.[108] Die SPD verliert nur im Saarland Stimmen, in den beiden anderen Ländern gewinnt sie leicht. Die Linke erreicht im Saarland 19 % und zieht in den Landtag ein. Damit sind CDU, SPD, Die Linke, die FDP und die Grünen in allen drei Landtagen vertreten. Hinzu kommt in Sachsen trotz Verlusten die NPD.[109][110][111][112]
- Düsseldorf/Deutschland: Bei den nordrhein-westfälischen Kommunalwahlen behauptet sich die CDU als stärkste politische Kraft.[113]
- Libreville/Gabun: Es finden Präsidentschaftswahlen statt, nachdem Präsident Omar Bongo Ondimba nach 42 Jahren Amtszeit drei Monate zuvor verstorben war.[114]
- Radom/Polen: Beim Absturz eines belarussischen Kampfflugzeuges auf einer Flugschau sterben beide Piloten. Der Zweisitzer vom Typ Suchoi Su-27 war auf einer Veranstaltung, rund 100 Kilometer südlich von Warschau im Einsatz.[115]
- Tokio/Japan: Bei den Unterhauswahlen gewinnt die oppositionelle Demokratische Partei von Yukio Hatoyama deutlich und beendet damit die Vorherrschaft der Liberaldemokraten unter Premierminister Tarō Asō nach mehr als 50 Jahren.[116]
- Yaoundé/Kamerun: Bei der Entgleisung eines voll besetzten Zuges in dem westafrikanischen Land werden mindestens sieben Menschen getötet und fast 300 weitere verletzt.[117]

### Montag, 31. August 2009

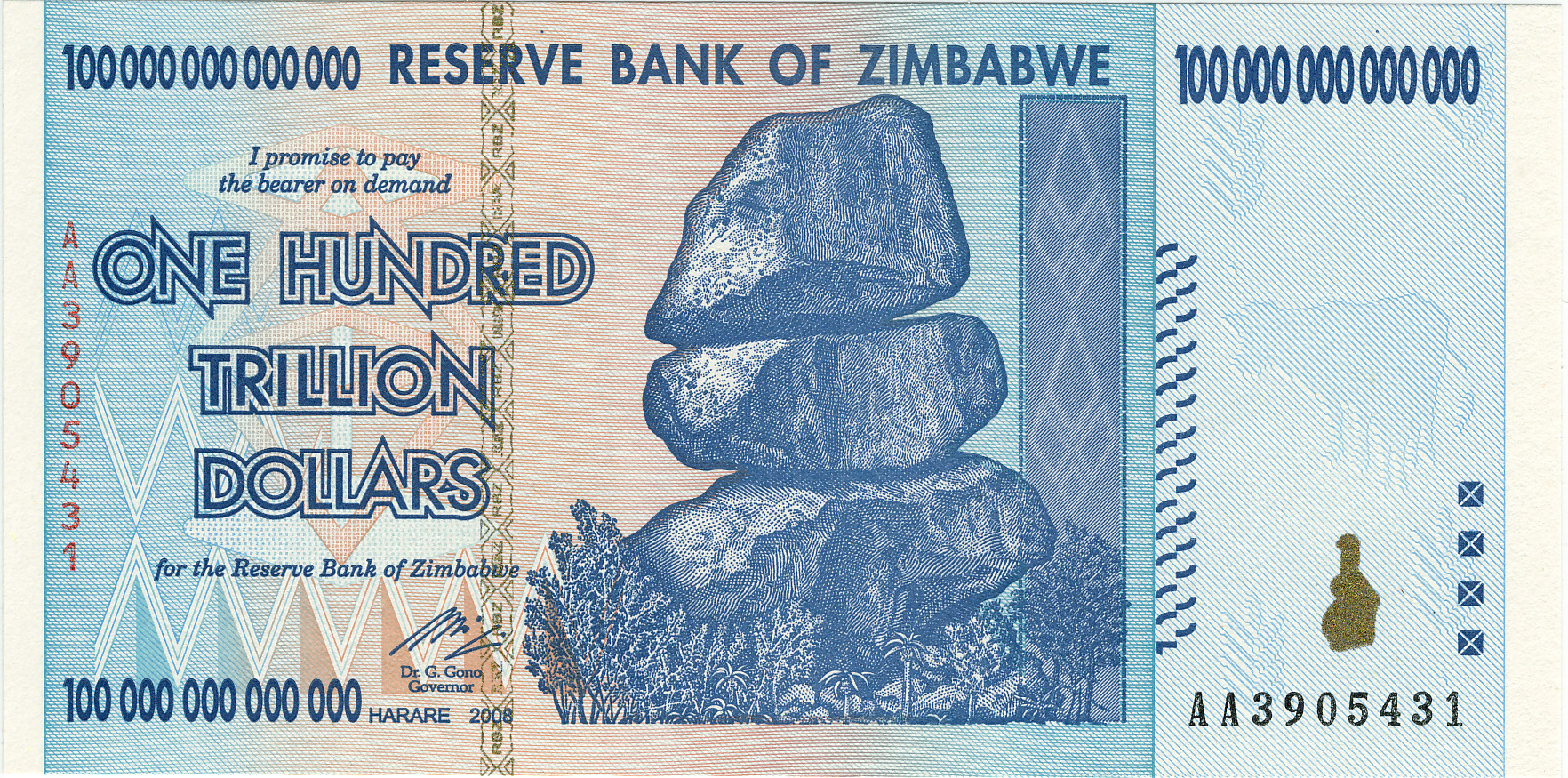
Ein Schein über 100 Billionen Simbabwe-Dollar

- Burbank / Vereinigte Staaten: Die Eigentümer der Walt Disney Company einigen sich mit den Eigentümern von Marvel Entertainment, Besitzerin u. a. der Marvel Studios in Kalifornien, auf eine Übernahme. Disney wird dafür rund 4 Milliarden US-Dollar zahlen.[118]
- Harare/Simbabwe: Der Simbabwe-Dollar wird nach der Streichung von zehn Nullen im vergangenen Jahr erneut reformiert. Dieses Mal streicht die Zentralbank wegen abermaliger Hyperinflation zwölf Nullen.[119]

## Weblinks

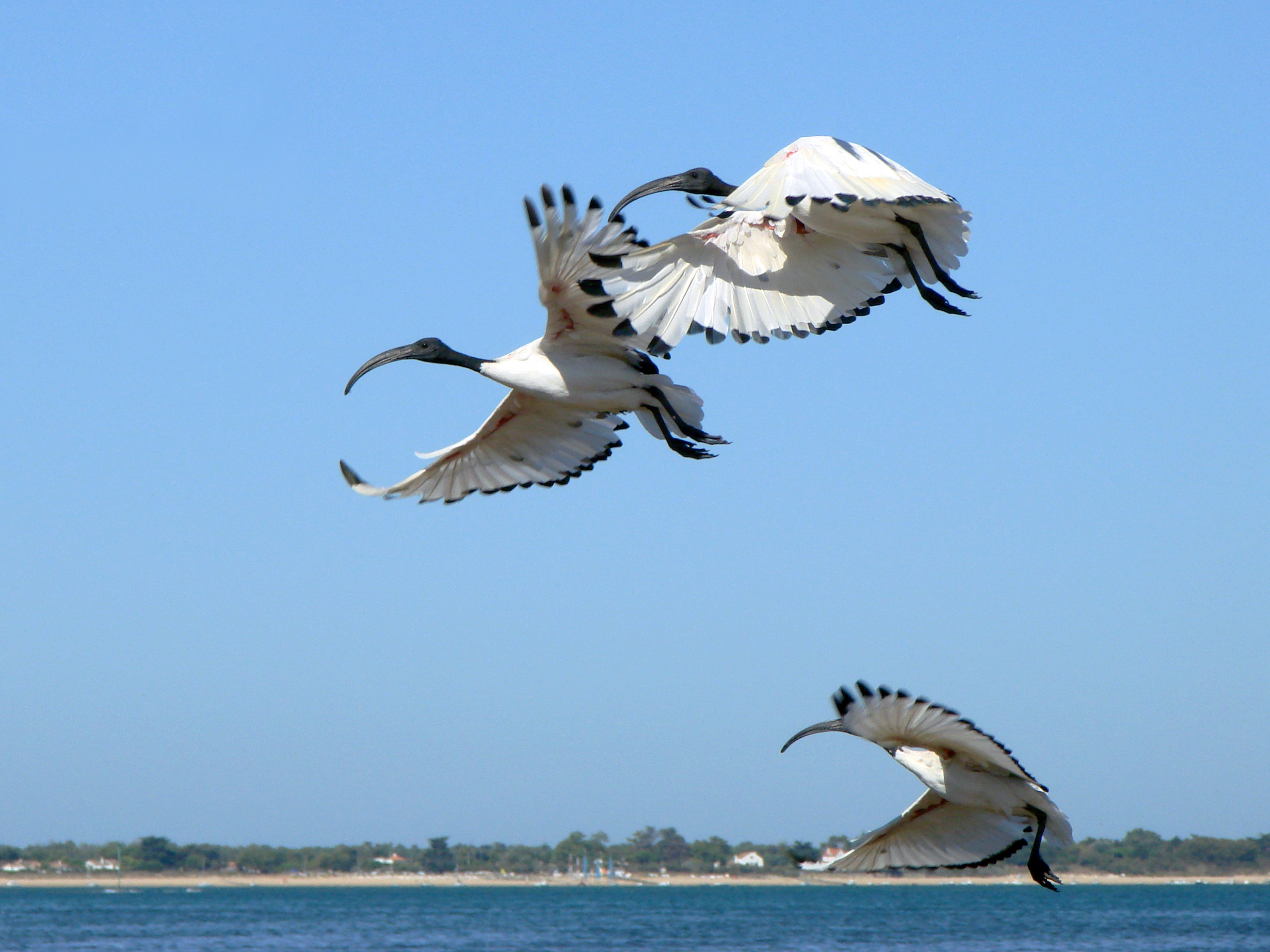
Frankreich im August 2009